# Ardicino della Porta iuniore
Ardicino della Porta iuniore (Novara, 1434 – Roma, 4 febbraio 1493) è stato un cardinale italiano della Chiesa cattolica, nominato da papa Innocenzo VIII il 9 marzo 1489.

## Biografia
Ardicino della Porta era pronipote del cardinale Ardicino della Porta seniore. Era Dottore in utroque iure.
All'inizio della sua carriera, fu vicario generale dell'arcidiocesi di Firenze, e in questa veste pubblicò l'interdetto di Papa Paolo II contro Firenze. In seguito fu legato pontificio presso Federico III d'Asburgo e Mattia Corvino, re d'Ungheria per incoraggiarli a partecipare ad una crociata contro l'Impero ottomano. divenne poi Referendario della Curia Romana.
Il 22 febbraio 1475, fu eletto vescovo di Aleria in Corsica, incarico che occupò fino alla morte. Continuò a servire come un datario apostolico sotto il pontificato di Sisto IV. Fu governatore di Norcia, Terni, Perugia e Città di Castello. Papa Innocenzo VIII gli diede l'incarico di gestire i rapporti con ambasciatori presso la Santa Sede.
Nel Concistoro del 9 marzo 1489, Papa Innocenzo VIII lo fece cardinale. Ricevette il cappello rosso il 14 marzo 1489 con la chiesa titolare dei Santi Giovanni e Paolo il 23 marzo 1489. Il 3 giugno 1489 divenne amministratore apostolico della sede metropolitana di Olomouc, incarico che ricoprì fino all'8 febbraio 1492.
Il 2 giugno 1492, chiese al papa di permettergli di dimettersi dal cardinalato e, con il permesso del papa, si ritirò in un monastero camaldolese. Tuttavia, gli altri membri del Collegio Cardinalizio si opposero, e fu costretto a tornare a Roma.
Partecipò al conclave del 1492 che elesse papa Alessandro VI.
Morì a Roma il 4 febbraio 1493. È sepolto nella Basilica di San Pietro in Roma.
In questa città possedeva un palazzo in Borgo Sant'Angelo.